# Thomas Hemsley
Thomas Jeffrey Hemsley, CBE (* 12. April 1927 in Coalville, Leicestershire; † 11. April 2013 in London) war ein britischer Opernsänger in der Stimmlage Bariton.

## Leben
Hemsley besuchte die Grammar School in Ashby-de-la-Zouch, North West Leicestershire, anschließend dann von 1945 bis 1948 das Brasenose College der Universität Oxford. Als Chorknabe sang er im Chor des New College in Oxford. Später war er Chorist und Vorsänger an der St Paul’s Cathedral in London.
Er studierte ab 1951 privat Gesang in London bei Lucie Manén; weitere Gesangsstudien folgten später in Köln. Sein Debüt als Opernsänger gab er 1951 am Mermaid Theatre in London mit der Rolle des Aeneas in Dido and Aeneas; seine Partnerin war Kirsten Flagstad. 1951/1952 war er als Solist am Mermaid Theatre engagiert. 1953 sang er erstmals bei den Festspielen von Glyndebourne; dort debütierte er als Ercule in Alceste. Hemsley ging dann nach Deutschland. Sein erstes Festengagement hatte er im Rollenfach „Lyrischer Bariton“ am Stadttheater Aachen (1953–1956). Dort sang er insgesamt 15 Partien, unter anderem die Titelrolle in Rigoletto (1953–1955), Valentin in Faust und Herr Fluth in Die lustigen Weiber von Windsor. Später folgten Festengaments an der Deutschen Oper am Rhein (1956–1963) und am Opernhaus Zürich (1963–1967). Als Gast sang er während dieser Zeit auch an der Deutschen Oper Berlin.    
Mehrfach gastierte er im weiteren Verlauf seiner Karriere bei den Festspielen von Glyndebourne. Er sang dort unter anderem Masetto in Don Giovanni, Sprecher in Die Zauberflöte, Don Fernando in Fidelio und den Musiklehrer in Ariadne auf Naxos. 1961 sang er dort die Partie des Dr. Reischmann in der englischen Erstaufführung der Oper Elegie für junge Liebende von Hans Werner Henze. 1955 trat er beim Wexford Festival als Graf von Eberbach in der Oper Der Wildschütz (in englischer Sprache) auf. 1960 sang er beim Aldeburgh Festival die Partie des Demetrius in der Uraufführung der Oper Ein Sommernachtstraum von Benjamin Britten. Im Dezember 1970 gab er sein spätes Debüt an der Covent Garden Opera in London. Er sang dort die Rolle des Psychologen Mangus in der Uraufführung der Oper The Knot Garden von Michael Tippett. 
In den Jahren 1968 bis 1970 sang er bei den Bayreuther Festspielen die Rolle des Sixtus Beckmesser in Richard Wagners Oper Die Meistersinger von Nürnberg. In dieser Rolle konnte er auch seine Fähigkeit zur Charakterisierungskunst unter Beweis stellen.
Er sang von 1977 bis 1985 regelmäßig an der Welsh National Opera in Cardiff. Dort trat er als Bartolo in Der Barbier von Sevilla, Don Alfonso in Così fan tutte und als Rechtsanwalt Dr. Kolenatý in Die Sache Makropulos auf. 1986 gastierte er dort erneut als Don Alfonso. Er sang bei der Scottish Opera in Glasgow (unter anderem Malatesta in Don Pasquale und Kapitän Balstrode in Peter Grimes). 1974 übernahm er dort den Caesar in der Uraufführung der Oper The Catilina Conspiracy von Iain Hamilton. 
Zu seiner Glanzrolle in der Spätphase seiner Karriere wurde die Titelrolle in Verdis Oper Falstaff; diese Rolle sang er erstmals 1980 bei der Kent Opera. 
Hemsley war auch ein angesehener Konzertsänger. Er sang unter anderem die Christus-Partie in der Matthäus-Passion und in der Johannes-Passion und die Bariton-Partie im War Requiem. Als Liedsänger interpretierte er unter anderem die Winterreise, die Lieder-Zyklen von Robert Schumann und Lieder von Hugo Wolf. Die Liederzyklen von Hugo Wolf interpretierte er gemeinsam mit Irmgard Seefried. Von Kritikern wurde mehrfach Hemsleys ausgezeichnete Diktion und seine fast akzentfreie deutsche Aussprache hervorgehoben.    
Nach Beendigung seiner Gesangskarriere trat Hemsley gelegentlich als Opernregisseur in Erscheinung. Er war als Gesangspädagoge und Professor am Royal College of Music in London und an der Northern Royal Academy of Music in Manchester tätig. 2000 wurde er zum Commander des Order of the British Empire ernannt.
Er schrieb auch ein Buch zur Gesangskunst mit dem Titel Singing and Imagination (1998). 
Hemsley war seit 1960 mit seiner Ehefrau Gwen verheiratet; aus der Ehe gingen drei Söhne hervor.

## Repertoire und Stimme
Hemsley sang auf der Bühne ein breitgefächertes Repertoire, das Partien von der Barockoper bis zur Moderne umfasste. Auf der Bühne galt er als „vielseitiger Künstler“. Schwerpunkte seiner Bühnenrollen waren Wolfgang Amadeus Mozart und Giuseppe Verdi. Er sang insgesamt über 100 Rollen. Zu seinen weiteren wichtigen Bühnenrollen gehörten Guglielmo in Così fan tutte, Graf Almaviva in Le nozze di Figaro, Germont-père in La traviata und Wolfram von Eschenbach in Tannhäuser.  
Hemsley besaß eine „warme, flexible“ Bariton-Stimme. Seine Stimme, die er mit „unübertrefflicher Intelligenz“ einsetzte, besaß einen weiten Stimmumfang.

## Tondokumente
Für die Schallplatte spielte Hemsley zahlreiche Partien ein.
1952 wurde bei dem Label HMV die Dido und Aeneas-Produktion veröffentlicht, mit Hemsley als Aeneas. 1956 sang er bei dem Label Decca zwei Partien (Apollo/Oberpriester) in einer Gesamtaufnahme der Oper Alceste; Partnerin war Kirsten Flagstad. 1959 entstand eine Einspielung der Oper Alcina, in der Helmsley die Rolle des Melisso singt. Seine Partnerin war Joan Sutherland, Dirigent war Ferdinand Leitner. Die Aufnahme wurde auf Schallplatte bei dem Label Melodram veröffentlicht; eine Wiederveröffentlichung auf CD erfolgte 2008 bei der Deutschen Grammophon. 1966 wurde bei dem Label Decca eine Gesamtaufnahme der Oper Ein Sommernachtstraum veröffentlicht, in der Hemsley die Partie des Demetrius singt; der Komponist Benjamin Britten dirigierte die Aufnahme. 
1967 sang er die Rolle des Sixtus Beckmesser in einer Studio-Einspielung der Oper Die Meistersinger von Nürnberg unter der musikalischen Leitung von Rafael Kubelík; seine Partner waren Thomas Stewart und Gundula Janowitz. 1968 und 1969 entstanden Live-Mitschnitte der Oper Die Meistersinger von Nürnberg von den Bayreuther Festspielen; diese Aufnahmen wurden später als CD wiederveröffentlicht.
1973 erschien bei Philips eine Gesamteinspielung der Oper The Knot Garden unter der musikalischen Leitung von Colin Davis.